# Pra não Dizer que não Falei das Flores
"Pra não Dizer que não Falei das Flores (Caminhando)" é uma canção escrita e interpretada por Geraldo Vandré. Ficou em segundo lugar no Festival Internacional da Canção de 1968. Teve sua execução proibida durante anos, após tornar-se um hino de resistência do movimento civil e estudantil que fazia oposição à ditadura militar brasileira, e ser censurada. A canção ficou em vigésimo oitavo lugar na lista das 100 Maiores Músicas Brasileiras de todos os tempos pela revista Rolling Stone Brasil.
A classificação da música em segundo lugar, sendo a favorita disparada do público, rendeu episódios de fúria popular contra os jurados, xingados e com seus carros danificados à saída do evento. A atriz Bibi Ferreira, uma das juradas que tiveram seu carro atacado, deu a maior nota da noite à canção e saiu do estádio do Maracanãzinho decepcionada com o resultado. Ziraldo, por exemplo, outro dos jurados, deu nota 10 para "Caminhando" e 5 para as outras músicas, inclusive a vencedora. Apenas em 1991, Walter Clark, diretor-geral da Rede Globo de Televisão na época, a organizadora e transmissora do festival, revelou em sua autobiografia que a direção da emissora recebeu ordens do comando do I Exército para que nem "Caminhando" nem "América, América", de César Roldão Vieira, extremamente críticas ao governo, vencessem o festival. Boni, o segundo em comando da rede, anos depois declarou que o júri tinha sido soberano e não sofrera nenhuma pressão, desconhecendo o fato narrado por Walter Clark. O festival foi vencido por Sabiá de Chico Buarque de Hollanda e Tom Jobim. Anos mais tarde, Boni confessou que "ver Tom e Chico sendo vaiados era doloroso e Vandré ter perdido dava uma sensação de vazio".

## Informação
A melodia da canção tem o ritmo de um hino, e sua letra possui versos de rima fácil (quase todos terminados em ão), que facilitam memorizá-la, logo era cantada nas ruas. 
| “ | "Em seus versos, Vandré cita a luta armada e a imobilidade das pessoas que defendiam a diplomacia, critica os movimentos que pregavam 'paz e amor', mostrando que de nada adiantava 'falar de flores' àqueles que atacam com armas". | ” |

O sucesso da canção, que incitava o povo à resistência, levou os militares a proibi-la, usando como pretexto a "ofensa" à instituição contida nos versos "Há soldados armados, amados ou não / Quase todos perdidos de armas na mão / Nos quartéis lhes ensinam uma antiga lição / de morrer pela pátria e viver sem razão".

## Versões cover
A primeira cantora a interpretar "Caminhando" após o período em que a canção esteve censurada foi Simone, em 1979, conquistando enorme sucesso de crítica e público. A canção também foi regravada por Luiz Gonzaga, Ana Belén, Zé Ramalho, Taiguara, Banda Reflexus, Duduca & Dalvan e Charlie Brown Jr., sendo a versão deste último presente na trilha sonora da minissérie Plano Alto.
O cantor e compositor Sergio Endrigo fez uma versão italiana da canção, cantando-a no programa de televisão Canzonissima em 1968. A melodia de Caminhando também aparece na música tema do western L'oro dei Bravados de 1970, tendo sua composição creditada ao argentino Luis Bacalov.